# Padderokplanter
Padderokplanterne (Equisetopsida) (synonym: Sphenopsida) er en klasse blandt karplanterne. Nyere undersøgelser af deres morfologi og molekylestruktur viser, at de er nært beslægtede med bregnerne.
Klassen har kun én overlevende slægt: Padderok (Equisetum), men der findes fossile rester, som viser, at der tidligere (f.eks. i kultiden) har været betydeligt flere grupper.
| Ordener |

- †Calamitales
- Padderok-ordenen Equisetales
- †Sphenophyllales